# Carolino Anaya, Álamo Temapache
Carolino Anaya är en ort i Mexiko.   Den ligger i kommunen Álamo Temapache och delstaten Veracruz, i den sydöstra delen av landet, 240 km nordost om huvudstaden Mexico City. Carolino Anaya ligger 92 meter över havet och antalet invånare är 174.
Terrängen runt Carolino Anaya är platt åt nordväst, men åt sydost är den kuperad. Runt Carolino Anaya är det ganska tätbefolkat, med 65 invånare per kvadratkilometer. Närmaste större samhälle är Temapache, 3,4 km söder om Carolino Anaya. Trakten runt Carolino Anaya består till största delen av jordbruksmark.